# Álvaro Huerga
Álvaro Huerga Teruelo (19 d'agost de 1923, Nogarejas, Espanya - 17 de novembre de 2018, La Bañeza, Espanya) fou un frare dominic, teòleg i historiador espanyol, considerat un dels grans especialistes en espiritualitat del segle xvi, amb més de vuit-centes obres publicades.
A la seva vida es poden destacar tres etapes diferenciades: l'etapa a Roma, la més llarga i fructífera per a la seva formació; l'etapa a Granada, la més humana i més profunda, en què es consolida en el món científic i espiritual i on va compaginar la seva dedicació a la teologia amb la predicació i el seu apostolat amb els gitans del Sacromonte; i l'etapa a Puerto Rico, amb més repercussió envers les inquietuds socials.

## Biografia

### Formació acadèmica
Cursà els estudis primaris a l'escola de Nogarejas, a la província de Lleó. Allà el seu mestre Ricardo García Escudero el feu introduir en la lectura dels primers llibres en nomenar-lo encarregat d'una biblioteca que havia creat per al poble. En esclatar la Guerra Civil Espanyola, Álvaro salvà la vida a aquest mestre que tenia fama de republicà i ateu, perquè cremà unes cartes comprometedores que havia deixat el mestre a l'escola.
La seva mare volia que estudiés magisteri, però les circumstàncies de la guerra feren canviar aquest desig. Álvaro passà a l'escola de la Preceptoria de Rosinos de Vidriales, una mena de seminari menor que depenia del Seminari d'Astorga, enfocant d'aquesta manera la seva formació cap al sacerdoci. En aquest centre estudià llatí, geografia i història. Allà Álvaro escrigués les seves primeres composicions literàries en llatí amb només catorze anys. El seu oncle, el dominic Manuel Teruelo, li inspirà la seva vocació per aquest orde enviant-lo al col·legid e la Mejorada, prop d'Olmedo, Valladolid, perquè hi cursés els estudis de filosofia i teologia, coincidint aquesta etapa amb la Guerra Civil. D'allà fou enviat al col·legi dels dominics d'Almagro, on completà la seva formació humanística. Aprengué grec per poder llegir Homer. El 1947 es desplaçà a la Universitat Pontifícia de Salamanca per acabar-hi els estudis de teologia i l'any següent fou ordenat sacerdot. El 1949 obtingué el grau de lector concloent la seva etapa de formació teològica.
El 1950 es traslladà a Roma, on a la Universitat Pontifícia de Sant Tomàs d'Aquino (Angelicum) es llicencià en història, arxivística, diplomàtica, paleografia i retòrica, i acabà els estudis amb el doctorat en sagrada teologia i història. Realitzà la seva tesi doctoral sobre L'evolució de la doctrina espiritual de fra Lluís de Granada, amb què aconseguí el grau de mestre en teologia.

### Tasca com a docent
Entre el 1953 i el 1960 visqué a Granada, on ocupà diversos càrrecs: regent d'estudis del col·legi major de Santa Cruz la Real i delegat diocesà de cinema, ràdio i televisió. Col·laborà com a periodista amb els diaris locals El Ideal i Patria. També participà en tasques organitzatives al Congrés Eucarístic de Granada de 1957.
El 1960 tornà a Roma, a l'Angelicum succeí Réginald Garrigou-Lagrange en la càtedra de teologia espiritual. En aquesta universitat ensenyà diverses matèries. Des de la teologia ascètico-mística fins a eclesiologia, passant per l'espiritualitat moderna o la catequètica. El 1965 assumí el càrrec de professor a la Universitat Pontifícia de Puerto Rico. Amb l'arribada del Concili Vaticà II fou nomenat perit per part de l'episcopat espanyol. Realitzà diversos informes per a la Congregació de la doctrina de la Fe i la Congregació per a les Causes dels Sants.
La Universitat de Còrdova creà el 2015 en honor seu la càtedra Álvaro Huerga Teruelo dedicada a la literatura espiritual del Segle d'Or per a la qual ell mateix donà la seva biblioteca especialitzada.
Donà les seves obres a la Biblioteca Municipal de La Bañeza, i el seu apartament a Càrites Interparroquial de La Bañeza.